# 恭安陵
恭安陵是中国南北朝时齐和帝萧宝融的陵墓。
齐和帝萧宝融在501年三月十一，在萧衍的拥立下於江陵登基，十二月初六，和帝的哥哥废帝萧宝卷被杀。次年四月初八，萧宝融禅位给萧衍，四月初九，萧宝融为巴陵王。四月初十，萧宝融卒，陵墓号恭安陵。位于江苏南京市黄山。
恭安陵一说位于江苏省丹阳市后巷镇（原建山乡金王陈三村）胡高路南面、陈家村西南，位于金家村、王家村、陈家村三者之间的水田里，现存有石麒麟、天禄各一，1973年发现，原来倾倒在池塘中，1976年起出。一说为齐废帝（齐东昏侯）萧宝卷陵。